# Amsterdam Museum
Het Amsterdam Museum, tot en met 2010 het Amsterdams Historisch Museum, is een Nederlands museum in Amsterdam, gewijd aan het heden en verleden van de stad Amsterdam. Vanwege de verbouwing van de hoofdlocatie is het museum tijdelijk gevestigd in het gebouw de Amstelhof aan de Amstel.

## Museum
Het museum begon in 1926 in de Waag op de Nieuwmarkt. In 1930 kwam daar ook nog het Joods Historisch Museum bij. Tijdens de Tweede Wereldoorlog werd de Waag gesloten en pas in 1955 weer open. In 1975 verhuisde het museum naar het gebouwencomplex van het voormalige Burgerweeshuis aan de Kalverstraat, waar de geschiedenis van de hoofdstad was te volgen, vanaf het ontstaan in de middeleeuwen tot nu. Naast de vaste opstelling waren er wisselende tentoonstellingen over de meest uiteenlopende onderwerpen die met Amsterdam te maken hebben. Als herinnering aan de tijd van het weeshuis werd de Regentenkamer intact gelaten. De Schuttersgalerij, een overdekt straatje van de Begijnensteeg naar het museum vol met 17de- en 18de-eeuwse groepsportretten, stond bekend als  de enige vrij toegankelijke 'museumstraat' ter wereld. In 2022 verhuisde het als stadsmuseum tijdelijk naar het gebouw de Amstelhof waar ook de voormalige Hermitage aan de Amstel was gevestigd, opdat het Burgerweeshuisgebouw ingrijpend kon worden aangepast. De bedoeling is dat het nieuwe Amsterdam Museum in 2025, op de 750ste verjaardag van de stad, op de oude locatie wordt heropend.

## Gebouw
Het gebouwencomplex tussen de Kalverstraat en de Nieuwezijds Voorburgwal, waar het museum was (en weer zal worden) gevestigd, was in de middeleeuwen het Sint-Luciënklooster. In 1579 trok het Amsterdams Burgerweeshuis erin en bleef daar tot halverwege de 20ste eeuw (1960). In die tijd heeft het gebouw al flink wat verbouwingen ondergaan. In het voormalige weeshuis aan de Kalverstraat konden alleen wezen terechtkomen waarvan de ouders poorters waren geweest van de stad Amsterdam. De kinderen kregen een goede opleiding: de jongens leerden ambachten, zoals houtbewerking en dergelijke, terwijl de meisjes les kregen in handwerken.

## Voorgeschiedenis
De vroegste voorloper van het Amsterdamse stadsmuseum bevond zich vanaf de 16de eeuw in het stadhuis. Dat de verzameling al snel een groot historisch belang werd toegedicht blijkt uit de woorden van Joost van den Vondel uit 1655. Nadat verschillende historische objecten van de stad uit de brand van het oude stadhuis in 1652 gered konden worden, schreef hij dat daardoor de 'ziel der gantsche stadt' bewaard is gebleven.

### 'Rariteiten' in het stadhuis
Vanaf de tweede helft van de 17de eeuw groeide de collectie schilderijen en objecten in de kunstkamer op het stadhuis verder uit, een enkele keer zelfs door een aankoop. Opmerkelijk is de enige schenking uit die periode: Michiel Hinloopen, telg uit een belangrijk geslacht van Amsterdamse regenten, liet o.a. aan de stad zijn prentenverzameling na.
In het voorjaar van 1806 richtte men op de vierde verdieping van het stadhuis een zgn. 'rariteitenkamer' in, met oudheidkundige objecten en schilderijen die daarvoor al een plek in het stadhuis hadden gehad. Van dit historische museum 'avant la lettre' werd voor het publiek een gids geschreven.
Met de komst van koning Lodewijk Napoleon naar Amsterdam in 1808 werd het stadhuis bestemd tot paleis, waarin op voorlopige basis het nieuwe Koninklijk Museum zou worden ondergebracht. De koning liet zeven topstukken uit het Amsterdams schilderijenbezit in bruikleen geven aan het Rijk om hiervan deel te gaan uitmaken, waaronder De Nachtwacht en De Staalmeesters van Rembrandt. In 1817 verhuisde het Koninklijk Museum als Rijks Museum naar het Trippenhuis, met medeneming van de zeven stedelijke schilderijen. De grote collectie uit het oude stadhuis was intussen ondergebracht in het nieuwe stadhuis aan het Prinsenhof. Regelmatig werd de collectie uitgebreid met objecten van stedelijke instellingen die werden opgeheven, zoals de verdwijnende gilden.

### Verborgen in het Rijksmuseum
Medio 19de eeuw openden twee andere stedelijke kunstmusea, voortkomend uit legaten van welgestelde Amsterdamse verzamelaars: Museum Van der Hoop (1855) en Museum Fodor (1863). Begin jaren zeventig stelde de stad Amsterdam een stuk grond beschikbaar voor een nieuw gebouw van het Rijksmuseum. De stad deed ook de belofte dat het stedelijk schilderijenbezit daarbij voor een groot deel in bruikleen aan het rijk zou worden afgestaan. Toen het nieuwe Rijksmuseum in 1885 opende werd deze afspraak ingelost. Zo kreeg Amsterdam een 'stadsmuseum' verborgen in het Rijksmuseum. Vanwege het ontbreken van een goede expositieruimte en almaar uitdijende stadscollectie, kon het daar echter niet lang blijven. Dit probleem werd in 1890 opgelost, toen de douairière Sophia Adriana Lopez Suasso-De Bruijn haar collectie en vermogen aan de stad legateerde, op voorwaarde dat haar verzameling voor het publiek toegankelijk zou worden. Met de bijkomende financiële schenking van de familie Van Eeghen kon de gemeente Amsterdam in 1891 plannen gaan ontwikkelen een nieuw stadsmuseum te bouwen.

### Onderdeel van het Stedelijk Museum
In 1896 werd het nieuwe Stedelijk Museum geopend. Na de dood van de eerste conservator Jan Eduard van Someren Brand in 1904, volgde Cornelis Baard hem in deze functie op. Aangevuld met objecten uit het Rijksmuseum en talrijke bruiklenen van het Koninklijk Oudheidkundig Genootschap richtte hij in 1906 een permanente presentatie in met objecten over de geschiedenis van Amsterdam. In 1896 werd de stad nog een museum rijker: het Huis Willet-Holthuysen. De weduwe Willet-Holthuysen liet haar woonhuis na aan de Herengracht 605, inclusief de kunstcollectie van haar echtgenoot, op voorwaarde dat aldaar een museum zou komen dat hun beider naam zou dragen. Vanaf 1932 vielen zowel Stedelijk Museum als Huis Willet-Holthuijsen onder de directie Dienst Gemeentelijke Musea.

### Oprichting Amsterdams Historisch Museum

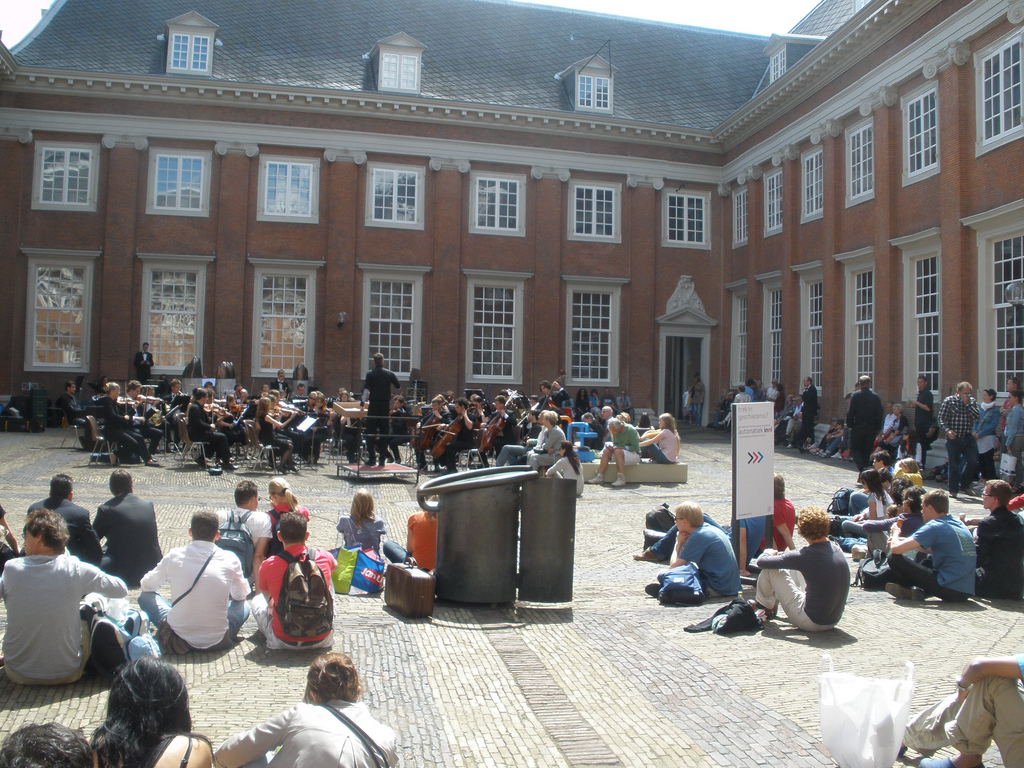
Een openluchtconcert door ESMG Quadrivium in 2010 op een van de binnenplaatsen van het Burgerweeshuis.

Het plan om in de Waag een museum met 'Amstelodamensia' te openen, zoals Cornelis Baard het omschreef, ontstond al voor de Eerste Wereldoorlog. Baard wilde graag een einde maken aan de onoverzichtelijkheid van de collecties in het Stedelijk Museum. Door de historische collectie elders onder te brengen hoopte hij zich met het Stedelijk Museum meer te kunnen richten op de moderne kunstcollectie. Door de oorlog duurde het tot 1925 totdat dit idee weer voldoende aandacht kreeg. Aanleiding was de grote herdenkingstentoonstelling bij het 650-jarig bestaan van Amsterdam. Op 2 november 1926 werd in de Waag het Amsterdams Historisch Museum geopend, mede dankzij een financiële donatie van de dames M.C. en C. van Eeghen. Het museum viel toen nog onder het beheer van het Stedelijk Museum, maar had wel een eigen Commissie van Advies.
Hoewel al voor de Tweede Wereldoorlog, toen bekend werd dat het Burgerweeshuis aan de Kalverstraat vrij zou komen, ideeën waren ontstaan om het museum hiernaartoe over te plaatsen, duurde het nog tot 1962 dat B&W het besluit nam om de inmiddels leegstaande gebouwen met dat doel te kopen. In 1963 kreeg het Amsterdams Historisch Museum, dat tot dan toe als een soort historische dependance van het Stedelijk had gefunctioneerd, voor het eerst een eigen directeur, dr. Simon Levie. Hij kreeg tevens de leiding over Huis Willet-Holthuysen. Op 27 oktober 1975 kon het volledig gerestaureerde gebouwencomplex door koningin Juliana voor het publiek worden geopend. Begin jaren tachtig vond tijdens het directoraat van Bob Haak de definitieve splitsing plaats tussen Stedelijk en Historisch Museum.

### Van historisch museum naar modern stadsmuseum
Op 1 januari 2009 trad Paul Spies aan als directeur. Met de gelijktijdige verzelfstandiging van het museum en de komst van de nieuwe directeur ging het museum een nieuwe fase in. Dit kwam in 2011 onder meer tot uitdrukking in de nieuwe naam, het Amsterdam Museum, waarmee het de nieuwe identiteit tot uitdrukking wou brengen: een hedendaags stadsmuseum als ontmoetingsplek voor alle bewoners en bezoekers van de stad. In de loop van 2011 werd de vaste opstelling, waaronder de Schuttersgalerij, ingrijpend herzien. Behalve met voorwerpen werd in de nieuwe permanente presentatie getiteld Amsterdam DNA de stadsgeschiedenis vertelt met veel multimedia. Ook kwam er een presentatie voor kinderen over de tijd van het Burgerweeshuis. Voorts werd er intensiever samengewerkt met de Grachtenmusea en Buurtmusea elders in Amsterdam. De tentoonstelling 'Hollanders van de Gouden Eeuw' in de Hermitage Amsterdam kwam ook uit de koker van het Amsterdam Museum.
Op 12 september 2019 stopte het museum met het gebruik van de term Gouden Eeuw om daarmee de periode van de zeventiende eeuw in de Noordelijke Nederlanden aan te duiden. Het museum was van oordeel dat een term als Gouden Eeuw niet van toepassing is op veel negatieve kanten uit die periode als "armoede, oorlog, dwangarbeid en mensenhandel". Die negatieve aspecten werden volgens het museum bij het uitdragen van de omschrijving Gouden Eeuw genegeerd. Het museum paste de titel "Hollanders van de Gouden Eeuw" in de Amsterdam-vleugel in de Hermitage Amsterdam aan naar "Groepsportretten van de 17e eeuw".

## Directeuren
- Cornelis Baard, 1905-1936
- David Röell, 1936-1945
- Willem Sandberg, 1945-1963
- Simon Levie, 1963-1975
- Bob Haak, 1975-1986
- Udo Vroom, 1986-1989
- Carry van Lakerveld, 1989-1992 (adjunct-directeur)
- Pauline Kruseman, 1992-2009
- Paul Spies, 2009-2016
- Judikje Kiers, 2016-heden, vanaf 2019 samen met artistiek directeur Margriet Schavemaker.

## Toekomstplannen
Nadat was uitgewezen dat het Burgerweeshuis ongeschikt was voor het functioneren als museum, kreeg Judikje Kiers in 2016 bij haar aanstelling tot directeur als taak het museum op een andere locatie te vestigen. Na een periode van bezinning kwam zij in 2017 echter met een ander plan. Voornaamste reden was dat het Burgerweeshuis volgens haar juist een 'gouden plek' is voor het stadsmuseum. Kiers overtuigde de gemeente ervan dat er nog mogelijkheden lagen in een ingrijpende verbouwing van het pand. Intussen zou het werkterrein worden vergroot door de collectie vanaf 2018 ook afwisselend te tonen in alle vestigingen van de Openbare Bibliotheek Amsterdam en op een nieuwe, nog te bouwen locatie aan de Sloterplas. Het is de bedoeling dat de nieuwe opzet voor 2025 is gerealiseerd, wanneer de stad 750 jaar bestaat.

### Verbouwing
In 2017 riep het Amsterdam Museum architectenbureaus op om mee te denken over de mogelijkheden van een verbouwing van het voormalige Burgerweeshuis. Het was al geruime tijd duidelijk dat het historische complex te onoverzichtelijk en weinig toegankelijk is voor de eisen van een hedendaags museumgebouw. Uit de zestien inschrijvingen werden onder leiding van de Rijksbouwmeester vijf architectenbureaus geselecteerd voor verder onderzoek. Mocht er geen haalbaar plan uitkomen, dan wilde het Amsterdam Museum verhuizen naar een andere locatie. Neutelings Riedijk Architecten werd een jaar later uitverkozen om een ontwerp voor een verbouwing te maken.

### Tijdelijke huisvesting aan de Amstel

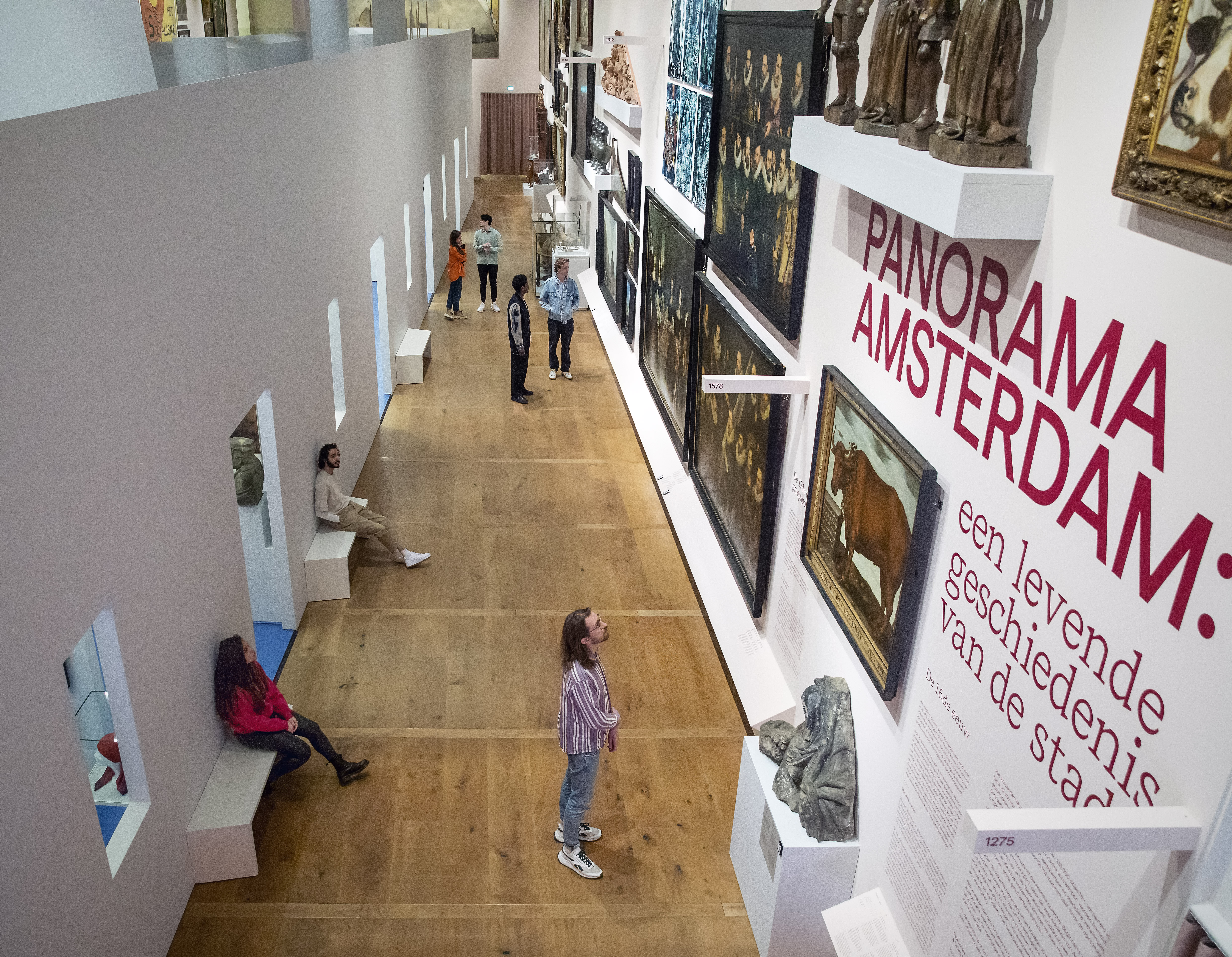
Overzicht van de collectiepresentatie 'Panorama Amsterdam'

Direct voorafgaand aan de verbouwingsperiode opende begin maart 2022 de collectietentoonstelling "Panorama Amsterdam" op de tijdelijke locatie aan de Amstel. Een belangrijk doel van de expositie is om te onderzoeken hoe het museum na de verbouwing van het Burgerweeshuis verder wil. Binnen de tentoonstelling zijn drie kleinere tijdelijke presentaties, die het museum samen programmeert met externe curatoren en instellingen uit de stad. 
Tegelijkertijd met de opening van de presentaties in de Hermitage werd een geheel nieuwe visuele identiteit geïntroduceerd, bestaande uit een nieuw logo, typografisch systeem, kleurenpalet en een beeldmerk.

## Collectie
Het Amsterdam Museum beheert samen met het Stadsarchief Amsterdam het materiële geheugen van de stad Amsterdam. De museumcollectie bestaat uit meer dan 100.000 objecten. Belangrijke gebieden die daarbinnen worden onderscheiden zijn: schilderijen, beelden, prenten, tekeningen, boeken, meubelen, textiel, glas, keramiek, penningen, kunstnijverheid en alledaagse voorwerpen die de geschiedenis van de stad tot leven kunnen brengen. Van al deze voorwerpen zijn de gegevens digitaal vastgelegd in een collectiedatabase. Het museum heeft in 2010 de basisgegevens van de gehele collectie via de eigen website breed toegankelijk gemaakt. Ook de gegevens over voorwerpen die niet in het museum te zien zijn, ca. 85%, zijn hierdoor voor iedereen raadpleegbaar. Met de inbreng van de collectiegegevens is het Amsterdam Museum ook een van de partners in het project ‘Digitale Collectie in Europeana’, dat de aanwezigheid wil stimuleren van Nederlands erfgoed in het internationale portal Europeana. Tot slot deelt het museum ook onderdelen van de collectie met een breder publiek via Modemuze. 

### Hoogtepunten (selectie)
Enkele hoogtepunten uit de historische collectie van de stad Amsterdam:
| Kunstenaar                 | Titel                                                                   | Jaartal   | Beschrijving | Afbeelding |
| -------------------------- | ----------------------------------------------------------------------- | --------- | --- | ---------- |
| Johan Coenraad Braakensiek | Hartjesdag                                                              | 1926      | Op de derde maandag van augustus werd in sommige Amsterdamse buurten Hartjesdag gevierd. Ten aanzien van de oorsprong en de betekenis van het volksfeest bestaan uiteenlopende verklaringen. De dag had een carnavalesk karakter. Er waren verkleedpartijen en er werd veel gegeten en gedronken. Het kwam regelmatig voor dat festiviteiten uit de hand liepen, waardoor het stadsbestuur moest ingrijpen om de orde te herstellen. Dit schilderij beeldt Hartjesdag uit zoals dat omstreeks 1900 op de Zeedijk en in de Warmoesstraat zou zijn gevierd.                                                                    |            |
| onbekende vervaardiger     | Wapens en gereedschap van Sjakoo                                        | ca. 1710  | Dit zijn enkele stuks gereedschap van de roemruchte inbreker Jacob Frederik Muller (1690(?)-1718), alias Jaco of Sjakoo. Op 6 augustus 1718 werd de boef geradbraakt en daarna onthoofd. De attributen die Sjakoo bij zijn inbraken gebruikte, waren bij zijn gevangenneming door de schout in beslag genomen. |            |
| Albert Jansz Vinckenbrinck | Goliath met speer en zwaard                                             | 1648-1650 | De houten beelden van David, Goliath en diens schilddrager zijn afkomstig uit het 'Oude Doolhof', gelegen aan de Prinsengracht bij de Looiersgracht. Het 'Oude Doolhof' was een pleziertuin die van vóór 1625 tot 1862 heeft bestaan. In de tuin bevonden zich beelden, fonteinen en een doolhof. In de galerij binnen waren beelden en taferelen van mythologische, Bijbelse en historische personages en gebeurtenissen te zien. Sommige van deze beelden konden door een mechaniek bewogen worden. Goliath kan met zijn hoofd bewegen en met zijn ogen rollen.                                                            |            |
| Cornelis Anthonisz.        | Gezicht op Amsterdam in vogelvlucht                                     | 1538      | Dit schilderij is, zover bekend, de oudste plattegrond van Amsterdam. Eigenlijk is het een kruising tussen een plattegrond en een stadsgezicht. Door een standpunt hoog in de lucht te kiezen wist Cornelis Anthonisz. het gedetailleerd weergeven van de gebouwen te combineren met de mogelijkheid de loop van stadsmuur, wegen, rivier en sloten te tonen. |            |
| Luud Schimmelpennink       | Witkar                                                                  | 1970-1979 | In 1968 introduceerde Luud Schimmelpennink de eerste elektrische auto in Amsterdam: de Witkar. Ook toen ging het al om het bestrijden van de luchtvervuiling. De Witkar was een klein, hoog wagentje dat eruitzag als een soort kruising tussen een fietstaxi en de Pausmobiel. Hij had drie wielen, twee zitplaatsen en een 24 volt elektromotor. Maximumsnelheid: 30 kilometer per uur. In het Amsterdam Museum staat een origineel exemplaar. |            |
| Rembrandt                  | De anatomische les van Dr. Deijman (fragment)                           | 1656      | Het schilderij is een fragment van een kolossaal groepsportret. In 1723 ging het grootste gedeelte bij een brand verloren. Te zien is hoe Dr. Jan Deijman sectie verricht op de hersenen van een dode, een terechtgestelde misdadiger. De assistent houdt de schedelkap in de hand en volgt aandachtig de handelingen van Dr. Deijman. Doordat Rembrandt de dode heeft weergegeven in spectaculair verkort, lijkt de snijtafel bijna uit het schilderij te steken. Het schilderij is momenteel te zien bij het Hermitage Amsterdam.                                                                                          |            |
| onbekende vervaardiger     | Mirakelkist                                                             | 1500-1520 | Volgens de overlevering zou de hostie van het wonder, dat in 1345 in Amsterdam plaatsvond, in deze kist zijn bewaard. In werkelijkheid gaat het echter om een archiefkist van het Sacramentsgilde van de kapel ter Heilige Stede. Dit godsdienstig gilde droeg de zorg voor het onderhoud van het gelijknamige altaar in de kapel. Toen de bezittingen van de rooms-katholieke instellingen na 1578 werden verdeeld, verhuisde de kist naar het Burgerweeshuis. Volgens het verhaal zou de kist op zolder zijn geplaatst nadat enkele zieke wezen hadden beweerd dat zij genazen wanneer zij op de kist gingen zitten.       |            |
| Adriaen van Nieulandt      | De Dam in 1604 tijdens de laatste Leprozenommegang op Koppertjesmaandag | 1633      | Elk jaar trok in Amsterdam op de eerste maandag na Driekoningen een stoet door de Oudezijde van de stad en de dag erna door de Nieuwezijde. Het waren leprozen uit het juist buiten de stad gelegen Leprozenhuis die op die dag mochten collecteren. Deze dag, Koppertjesmaandag genoemd, werd door de stadsregering afgeschaft in 1604, wegens een te grote toeloop en daaruit voortkomende onregelmatigheden tijdens de optocht. Van Nieulandt beeldde in 1633 een dus ook voor hem historische situatie af in een groots uitzicht. De Dam, met links het Oude Stadhuis, vormt het decor van de optocht.                   |            |
| onbekende vervaardiger     | Galajapon                                                               | ca. 1770  | Vóór het verschijnen van de eerste modetijdschriften verspreidden de laatste nieuwtjes over de Parijse mode zich via poppen die naar de verschillende hoofdsteden in West-Europa werden gestuurd. Deze aangeklede poppen droegen japonnen naar de laatste Franse hofmode. In de tweede helft van de 18de eeuw bestond een japon uit een overkleed en een bijbehorende rok. Brede heupen waren het toppunt van schoonheid. Het accent lag op de breed uitstaande, afgeplatte rok en de smalle taille. Om dit effect te bereiken werden paniers – bouwsels van wilgentenen of baleinen – op de heupen onder de japon gedragen. |            |
| George Hendrik Breitner    | Saar de Swart                                                           | ca. 1890  | De beeldhouwster Elisabeth Sara Clasina de Swart (1861-1951) is bekend geworden als de “Muze der Tachtigers”. De dichter Willem Kloos werd hevig verliefd op haar, evenals de jonge schilder Eduard Karsen. Saar de Swart vervaardigde voornamelijk kleine bronzen beelden, die de invloed van de Franse beeldhouwer Auguste Rodin verraden. Vanaf 1908 reisde zij regelmatig naar Indonesië, samen met de schilderes Emilie van Kerckhoff. In 1918 vestigden zij zich op het Italiaanse eiland Capri. |            |

## Collectiecentrum

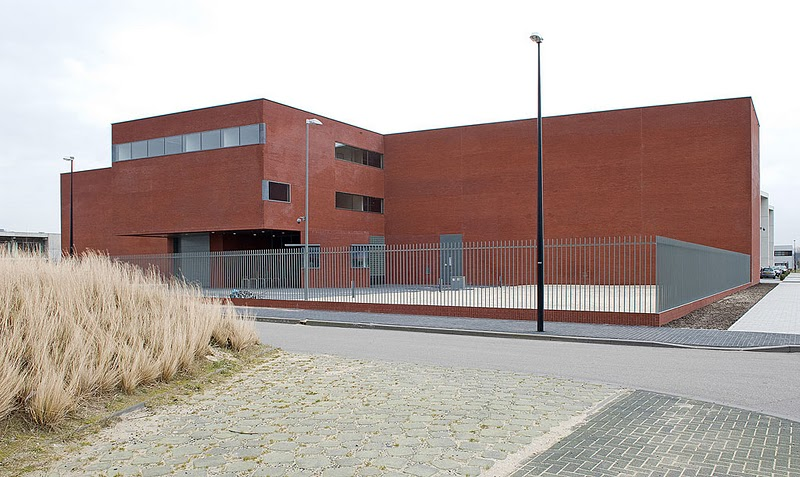
Collectiecentrum in Amsterdam-Noord.

Het grootste deel van de collectie werd tot voor kort bewaard in depots die zich op verschillende locaties bevonden en die niet aan de moderne eisen van conservering en beveiliging voldeden. Voor het goed bewaren en toegankelijk maken van al deze niet-openbare collecties werd in oktober 2011 het nieuwe Collectiecentrum in Amsterdam-Noord geopend. In dit depotgebouw, ontworpen door architect Wim Quist van Quist Wintermans Architekten, zijn naast de depotruimtes ook werkplekken waar objecten worden verpakt, geconserveerd, gefotografeerd, of (vanaf mei 2012) worden getoond aan onderzoekers en andere geïnteresseerden.
Het Collectiecentrum was in 2011 een van de 25 door Architectuurcentrum Amsterdam (ARCAM) genomineerden voor de Amsterdamse Architectuur Prijs, ook wel bekend als de Gouden A.A.P.

## Galerij

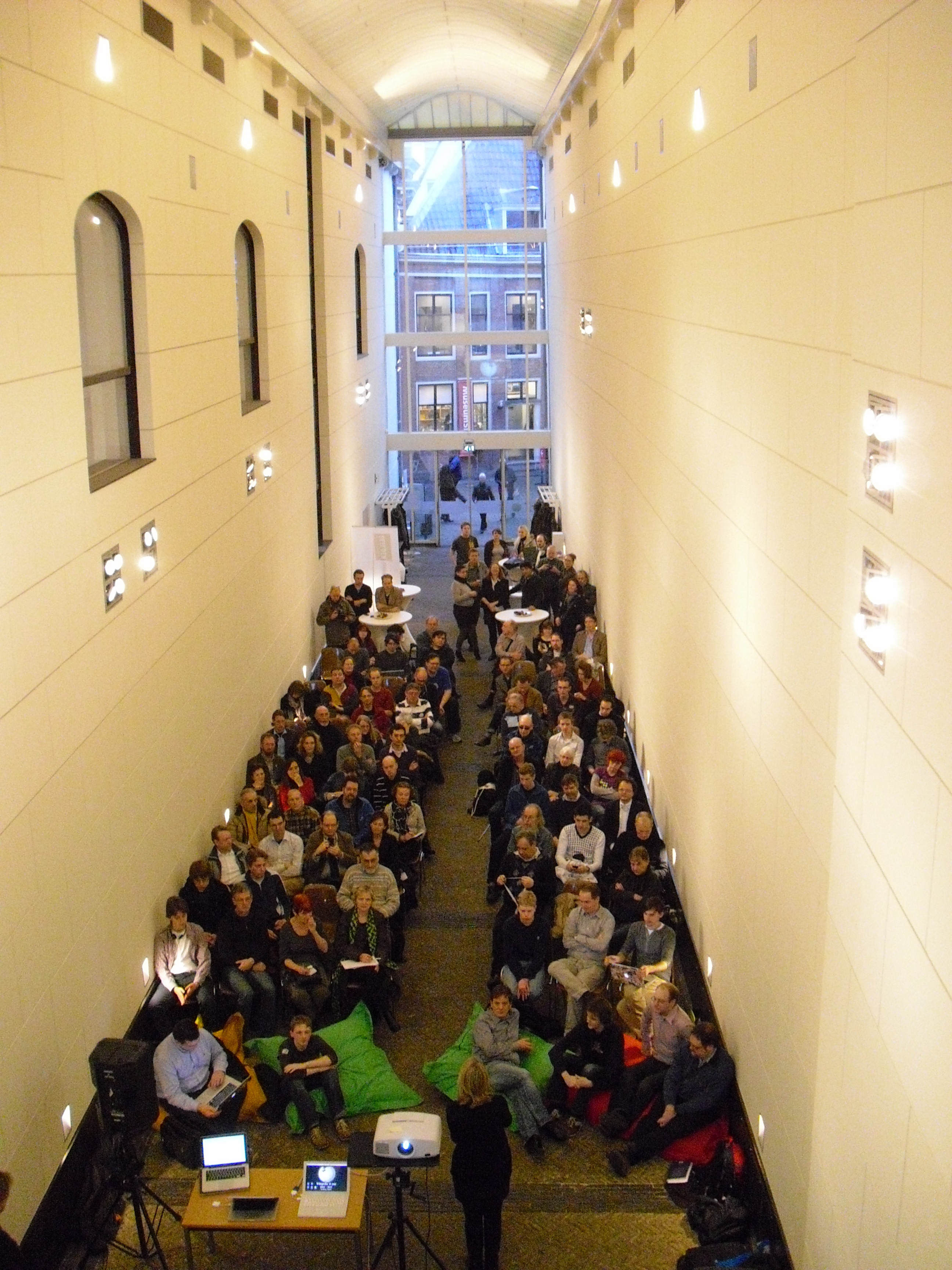
Foto van de Schuttersgalerij waarin het officiële gedeelte van de tiende verjaardag van Wikipedia werd gehouden
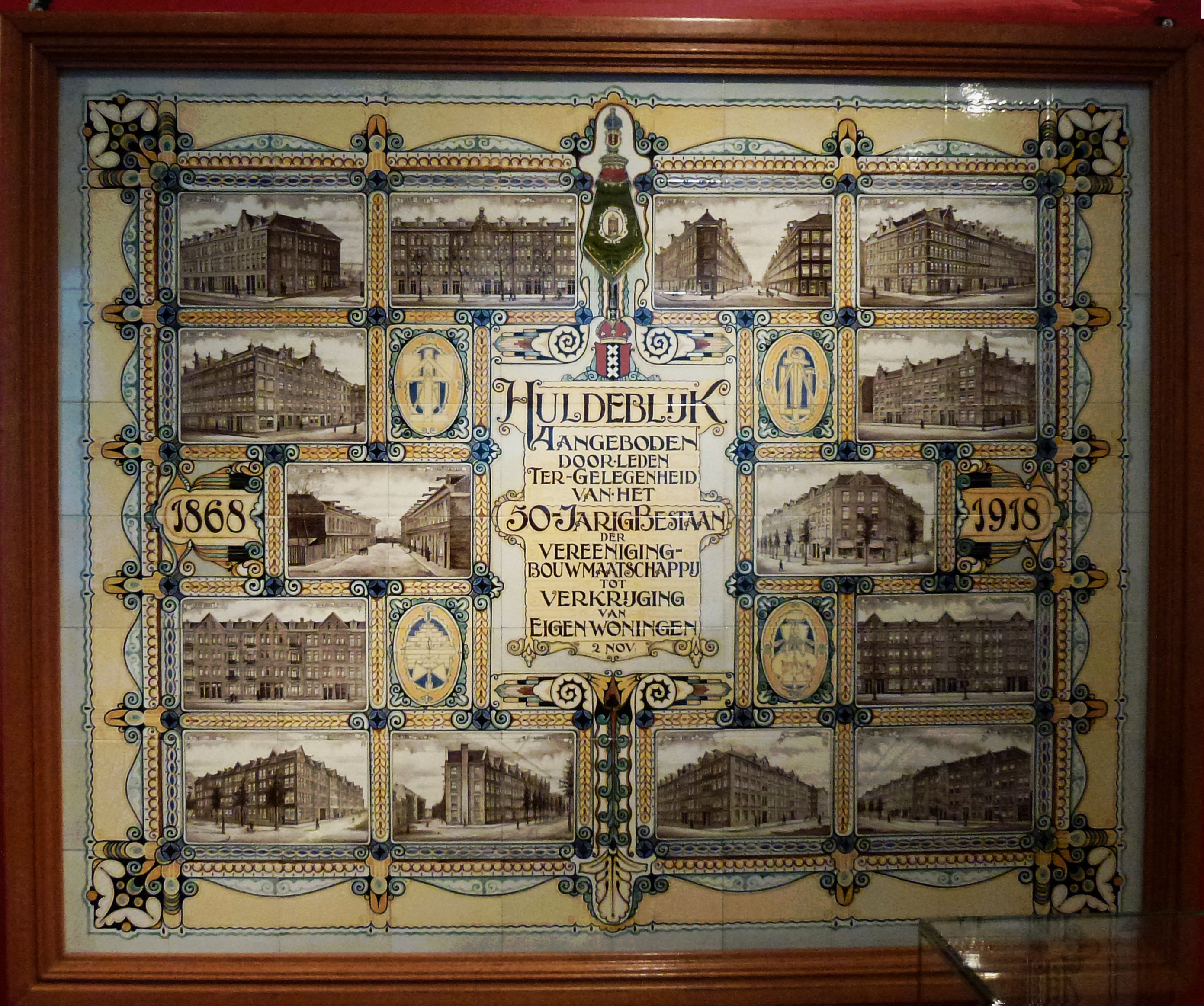
Tegeltableau vervaardigd door Plateelbakkerij Delft N.V.